# Asino pantesco
L'asino pantesco o asino di Pantelleria è una razza di asino originaria dell'isola di Pantelleria, nota già nel I secolo a.C. e molto diffusa ma giunta ormai alla quasi totale estinzione.

## Storia
La razza pantesca nasce dall'incrocio tra l'asino selvatico africano (Equus africanus) e asini siciliani, in particolare ragusani.
L'asino di Pantelleria riusciva a trasportare carichi pesantissimi lungo i sentieri dell'isola. Con un'andatura elegante e sicura, difficilmente eguagliata in velocità dalle altre razze asinine e felicemente portato per il passo dell'ambio, l'asino di Pantelleria rappresentava per l'isola d'origine un'importante risorsa; i suoi muli erano molto apprezzati anche all'estero, perché i soggetti erano particolarmente robusti e longevi. Asini panteschi venivano usati anche al circo.

## Caratteristiche
I caratteri tipici della razza evidenziano un carattere vivace. Il pelo è corto, liscio e molto lucido, di colore morello o baio scuro. Il muso è tendente al chiaro, quasi bianco, dello stesso colore dell'addome e delle cosce interne. La coda è poco folta. La testa è piccola, le orecchie piccole e mobili, gli occhi grandi, Il collo è lungo e possente e il petto largo. Le zampe sono robuste con larghe articolazioni. Gli zoccoli sono larghi e così robusti da non aver bisogno di essere ferrati.
L'andatura è ambia, l'andatura veloce, la cavalcatura comoda e eccezionale forza e resistenza, anche a temperature ambientali elevate.

## Recupero
Il progetto di recupero della razza pantesca è nato su idea del professor Balbo, l'allora direttore dell'Istituto Zooprofilattico della Sicilia, durante una conversazione con il direttore dell'Azienda Regionale Foreste Demaniali della Regione Sicilia e dalla considerazione che gli esemplari di asino di Pantelleria, una volta diffusissimi, erano ormai rari. Anche sull'isola di origine la razza era praticamente estinta, a causa dell'esodo degli esemplari utilizzati per scopi bellici dall'esercito durante le due guerre mondiali oppure esportati per incroci con altre razze per produrre muli più forti e resistenti.
Nel 1989 si è dato inizio al progetto di recupero, a cura dell'Azienda Regionale Foreste Demaniali, grazie a un'opera di ricerca, su tutta la Sicilia, degli ultimi esemplari di asino pantesco rimasti. Da una prima selezione di duecento asini, sono stati identificati nove esemplari i cui caratteri peculiari della razza erano evidenti e il cui DNA era maggiormente simile a quello originario. Gli animali sono stati trasferiti presso l'azienda pilota San Matteo di Erice e qui incrociati in modo selettivo. I primi quattro asini sono nati nel 1994: nel 2002 gli esemplari nati ammontavano a trentatré. Nel 2002 si è deciso di incrementare ulteriormente il numero delle nascite ricorrendo alla tecnica embryo transfer grazie al quale il numero dei capi è stato portato, nel gennaio del 2008, a cinquantotto.

### Primo nucleo
Il primo nucleo di asini, da cui si è dato avvio al progetto di recupero della razza era costituito dai seguenti esemplari:
- Angelina, nata nel 1975, proveniente da Pantelleria;
- Assunta, nata nel 1979, proveniente da Linosa;
- Agata, nata nel 1978, proveniente dall'Isola di Favignana;
- Astronauta, nato nel 1983, proveniente da Marettimo;
- Acacia, nata nel 1986, proveniente dall'Isola di Favignana;
- Adele, nata nel 1989, proveniente da Trapani;
- Aurora, nata nel 1989, proveniente da Alcamo;
- Argo, nato nel 1989, proveniente da Trapani;
- Acero, nato nel 1989, proveniente dall'Isola di Favignana.